# 4299 WIYN
4299 WIYN este un asteroid din centura principală, descoperit pe 28 august 1952 de Goethe Link Obs..